# Mariakapel ('t Rooth)

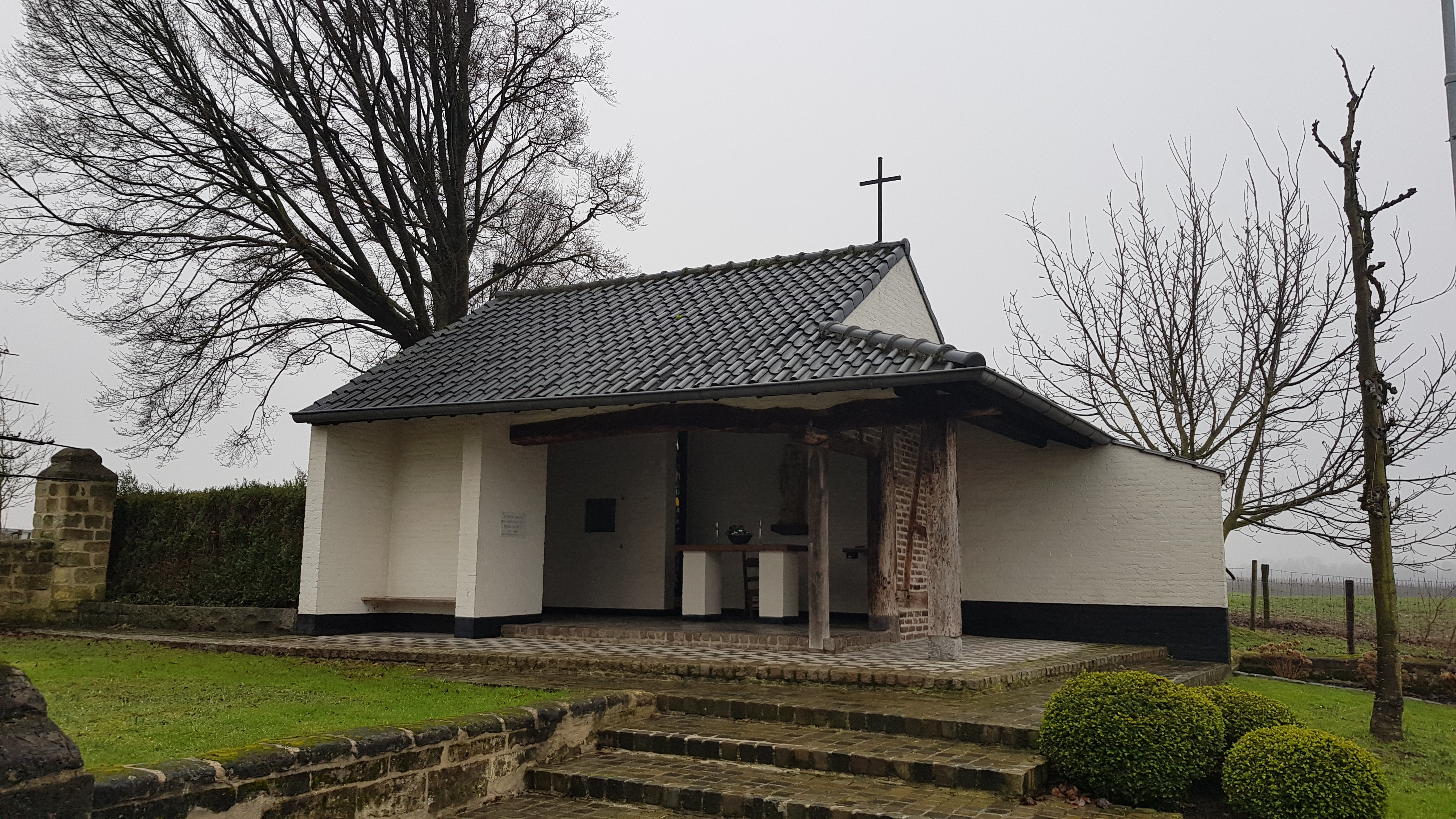
De Mariakapel

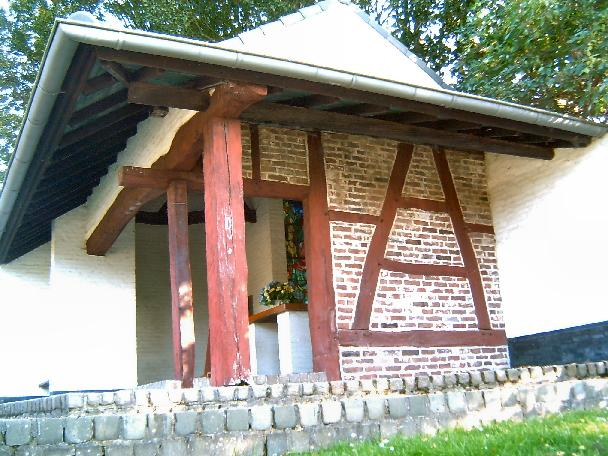
Vakwerkstijl met bakstenen in een zijgevel

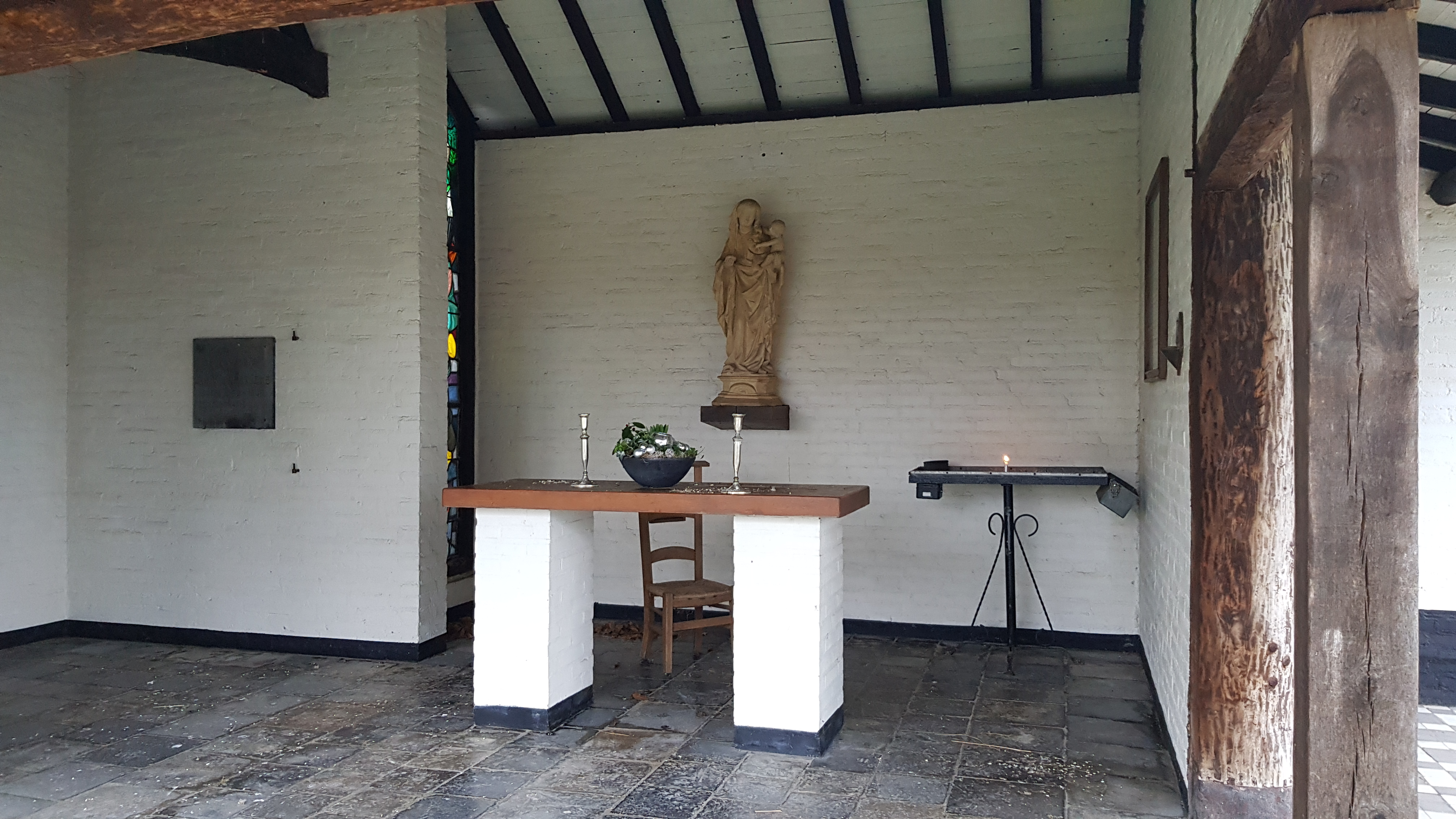
Interieur van de kapel

De Mariakapel is een wegkapel in 't Rooth in de Nederlands Zuid-Limburgse gemeente Eijsden-Margraten. De kapel staat aan de splitsing van de straat 't Rooth met de Roezekojle en de Keerderstraat aan het westelijke uiteinde van de buurtschap aan de weg tussen Gasthuis en Cadier en Keer. Aan de overzijde van de weg ligt in het westen het grote gat van de Groeve 't Rooth.
De kapel is gewijd aan Maria, specifiek Onze-Lieve-Vrouwe Sterre der Zee.

## Geschiedenis
In de zomer van 1969 werd door inwoners uit 't Rooth, georganiseerd in de Vriendenkring 't Rooth, het plan opgevat om een kapel te bouwen. Het ontwerp van de kapel werd getekend door de architect Sef Spronck uit Cadier en Keer en het beeld is gemaakt door Frans Lommen op basis van een replica van een beeld uit het bisschoppelijk paleis in Roermond. In 1970 bouwde men de kerk, waarbij de eerstesteenlegging plaatsvond op 4 april 1970. Op 15 augustus 1970 werd met Maria Hemelvaart de kapel ingewijd.

## Bouwwerk
De open wit geschilderde kapel, staande op een lichte verhoging, is opgetrokken uit baksteen en wordt gedekt door een overstekend zadeldak van zwarte pannen met aan een zijde een lager gelegen afdak. De dakconstructie rust deels op een geheel van houten balken en drie zware houten steunen. Een van de zijwanden is aan de buitenzijde uitgevoerd in vakwerkstijl met bakstenen en is niet geschilderd. In de linkerwand is een glas-in-loodraam geplaatst dat Sint-Hubertus met jagers afbeeldt.
Van binnen zijn de bakstenen wit geschilderd. Midden in de kapel is een altaar geplaatst die bestaat uit twee kolommen van bakstenen die wit geschilderd zijn met hierop een houten plank. Aan de achterwand is een houten console bevestigd waarop het Mariabeeld is geplaatst.

## Herdenking
Op de wanden zijn twee plaquettes aanbracht ter herinnering van twee gebeurtenissen. Een plaquette is ter herinnering aan de eerstesteenlegging en toont de tekst:

1e steen is gelegd
d. de z. eerw. pastoors
Wolfs en Coolen
5-4-1970
gesch. d. B.L.B. Margraten

Een tweede gedenkplaquette herinnert aan een overlijden tijdens de Tweede Wereldoorlog:

1940 - 1945
pro patria
J.H.M. Speetjens
overl. 5-3-1945
concentratiekamp
Mauthausen

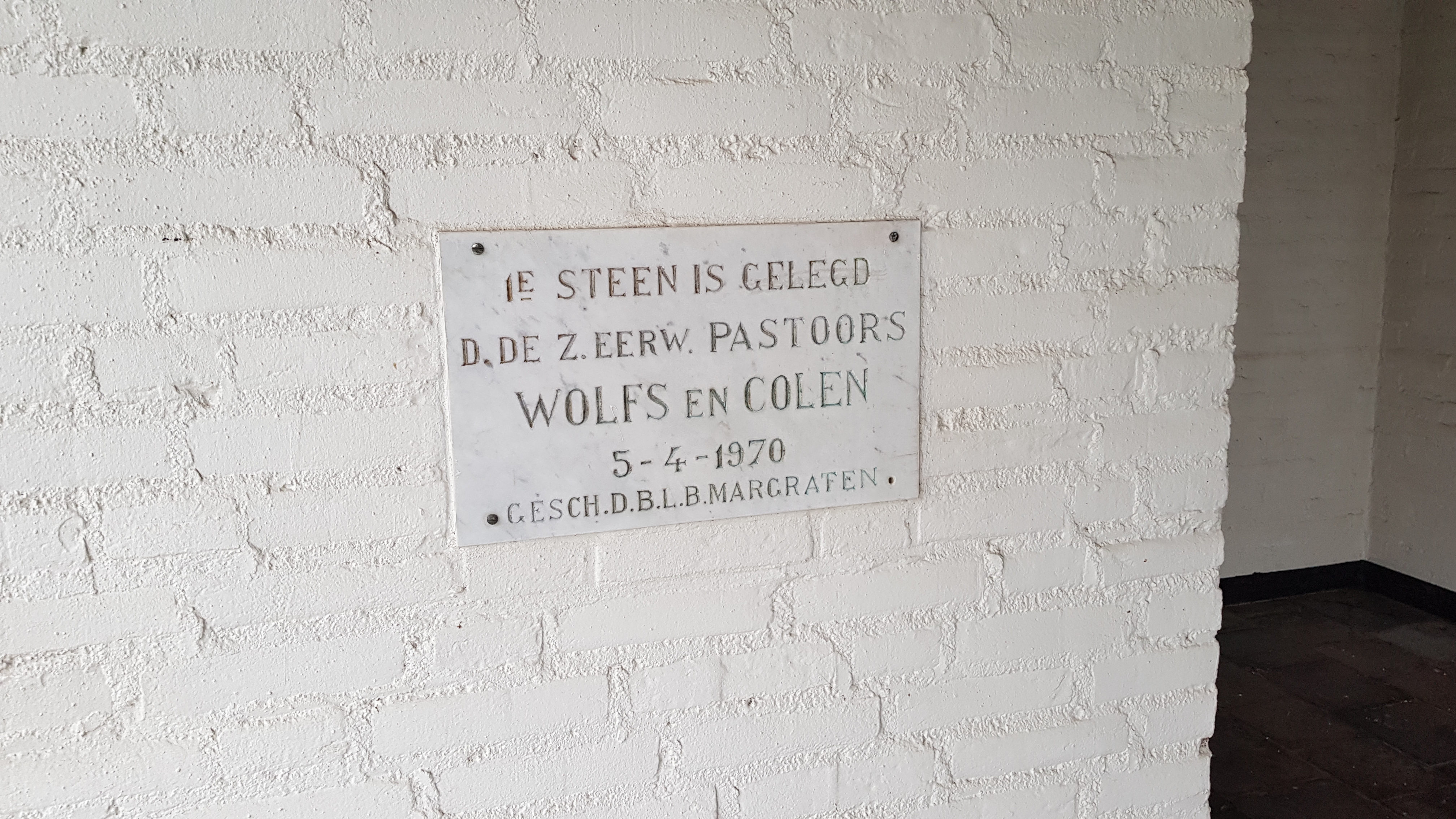
Gedenksteen eerstesteenlegging
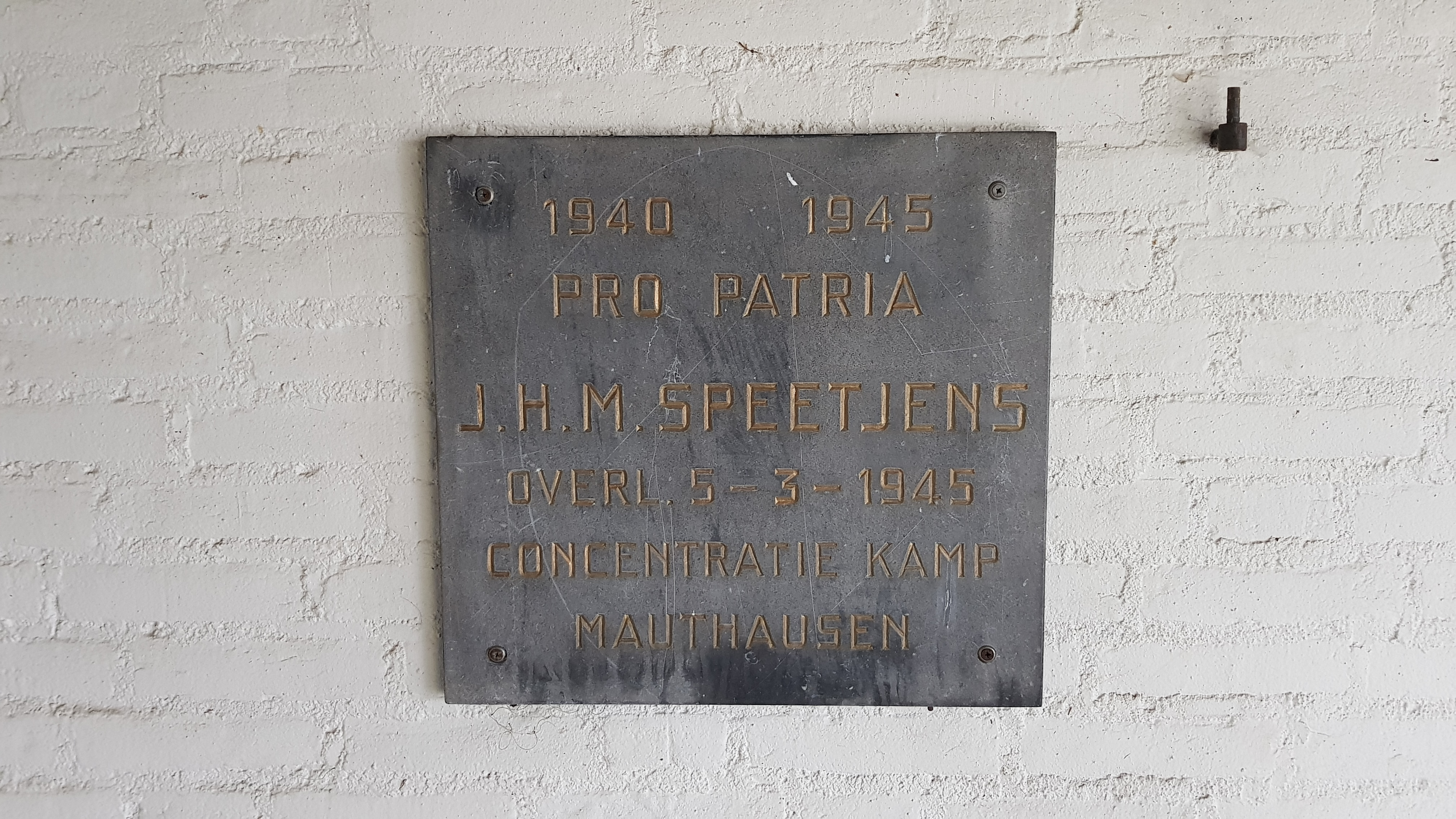
Gedenksteen Tweede Wereldoorlog